# Station Poznań Kobylepole
Station Poznań Kobylepole is een spoorwegstation in de Poolse plaats Poznań.